# Burgruine Wehingen
Die Burgruine Wehingen, auch Harrasburg genannt, ist die Ruine einer Spornburg auf 907 m ü. NN bei der Gemeinde Wehingen im Landkreis Tuttlingen in Baden-Württemberg. Sie befindet sich rund 2200 Meter östlich von Wehingen am Ende des Höhenrückens Schlosshalde oberhalb des Ortsteils Harras und der Unteren Bära.
Von der um 1150–1200 erbauten und 1351 erwähnten Burg sind nur noch Mauerreste vorhanden. Die Burg erfuhr um 1250 einen Neubau und wurde um 1475 zerstört. Als ehemalige Besitzer werden die Herren von Wehingen und ab 1351 Österreich genannt.